# Рылин, Фёдор Иванович
Фёдор Иванович Рылин (1897, Арзамас, Нижегородская губерния — 1950) — инженер, участник советского ядерного проекта, лауреат Сталинской премии.

## Биография
Родился в 1897 г. в Арзамасе.
Окончил Московский химико-технологический институт им. Д. И. Менделеева.
Работал на Московском заводе «Котлоаппарат». С 1928 г. — заведующий бюро химического машиностроения в проектном отделе Всесоюзного машинотехнического синдиката (ВМТС).
С 1946 г. участник советского ядерного проекта, сотрудник Государственного союзного проектного института. (ГСПИ-11), работал в группе В. И. Маркина у Курчатова.
Инженер проекта сооружения завода «А» комбината № 817.
Указом от 29 октября 1949 года присуждена Сталинская премия и в качестве награды — орден Ленина.
Умер в 1950 году. Похоронен на Введенском кладбище (1 уч.).